# Mohammad Fahim
Mohammad Kasim Fahim (ur. 1957 w Omarz, zm. 9 marca 2014 w Kabulu) – afgański wojskowy, polityk. Od 2009 do 2014 wiceprezydent Afganistanu.